# Endokrinológia
Az endokrinológia a belső elválasztású mirigyek – leginkább a pajzsmirigy, a mellékpajzsmirigyek, a mellékvese, a hasnyálmirigy – működésének élettanával, azok betegségeivel foglalkozik. A hormonzavarok kezelésével az endokrinológus szakorvos foglalkozik.

## Az endokrin rendszer működése

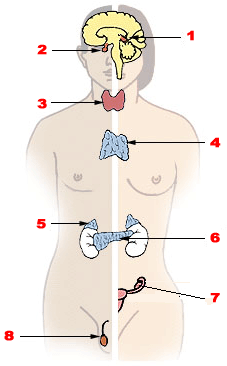
Belső elválasztású mirigyek
1.Tobozmirigy
2.Agyalapi mirigy
3.Pajzsmirigy és mellékpajzsmirigyek
4.Csecsemőmirigy
5.Mellékvesék
6.Hasnyálmirigy (Langerhans-szigetek)
7.Petefészkek
8.Herék

Belső elválasztású mirigyek mindazon szervek, melyek sejtjei különböző hatást kifejtő hormonokat termelnek. Ezek az anyagok a keringési rendszerbe jutva, az egész szervezetben fejtik ki hatásukat. Ezért nevezzük ezeket belső elválasztású (endokrin) mirigyeknek, megkülönböztetve a külső elválasztású (exokrin) mirigyektől (pl.: nyálmirigyek).

## Az endokrin rendszer hatásterületei
Szaporodás
A nemi mirigyek működéséért és a másodlagos nemi jelleg kialakulásáért, valamint az ivarsejtek termeléséért a megfelelő hormonok felelősek.
Egyedfejlődés, növekedés
Bizonyos hormonok az egyedfejlődést és a növekedés ütemének nagyságát szabályozzák.
A szervezet belső egyensúlyának fenntartása
Ide tartozik a vérnyomás és a szívműködés szabályozása, a sav-bázis egyensúly, a hőmérséklet, a testsúly változása, izom-zsír-csontszövet aránya. A külső és belső változásokhoz való alkalmazkodást különböző hormoncsoportok összehangolt munkája szabályozza.
Energiatermelés, -felhasználás, -raktározás szabályozása
Az endokrin rendszer teljes egészében szabályozza a szervezet működéséhez szükséges energiaforgalmat. Feladataikat a hormonok összehangoltan végzik. Sok esetben egy hormon több funkciót is ellát, máskor pedig egy feladaton több hormon is dolgozik.

## Az endokrinológia vizsgálati területei
- Testsúllyal kapcsolatos problémák, rendellenességek
- Menstruációs zavarok, meddőség
- Köröm/haj/bőrproblémák
- Krónikus fáradtság
- Hőhullámok